# Ge Fei
Ge Fei (Nantong, 9 de outubro de 1975) é uma ex-jogadora de badminton chinesa. bicampeã olímpica, especialista em duplas.

## Carreira
Ge Fei representou seu país nos Jogos Olímpicos de Verão de 1996 2000, conquistando a medalha de ouro, nas duplas femininas nas duas oportunidades com Gu Jun.